# Sugarcane Hanover
Sugercane Hanover (født 1983 i USA, død 2. november 2009 i Sverige) var en varmblods travhest og senere avlshingst. I sin karriere vandt Sugarcane Hanover 29 løb på 56 starter, deriblandt Oslo Grand Prix og "March of Dimes Trot" i USA, til et præmiebeløb på tilsammen over syv millioner kroner.
Sugarcane Hanover startede sin karriere i USA, og blev købt af Helmer Strømbo og blev placeret hos Gunnar Eggens stald som femårig i 1988. Med Gunnar Eggen i sulkyen vandt hesten Oslo Grand Prix i 1988 med kilometertiden 1:12,5 over 2100 meter som var verdensrekord på den tid. Hesten kom på andenpladsen i Elitloppet samme år. Hesten blev købt af Erikssunds säteri i Sverige før den deltog i sit sidste og mest kendte løb, "March of Dimes Trot" på Garden State Park i Camden County, New Jersey også i 1988. De bedste heste fra USA og Europa deltog i løbet som var tænkt som en duel mellem Mack Lobell og Ourasi. Gunnar Eggen førte Sugarcane Hanover ind på førstepladsen med  et hestehoveds margin, og ejerne kunne indkassere 270.000 dollar. Hesten blev derefter sat i avl i Sverige og Italien. Blandt afkommet er Good As Gold som er far til Steinlager.
Sugarcane faldt pludselig død om på Erikssunds säteri ved Mälaren 2. november 2009, og havde på det tidspunkt flere hundrede efterkommere; 63 af dem havde hver vundet mere end én million svenske kroner.